# IP-камера

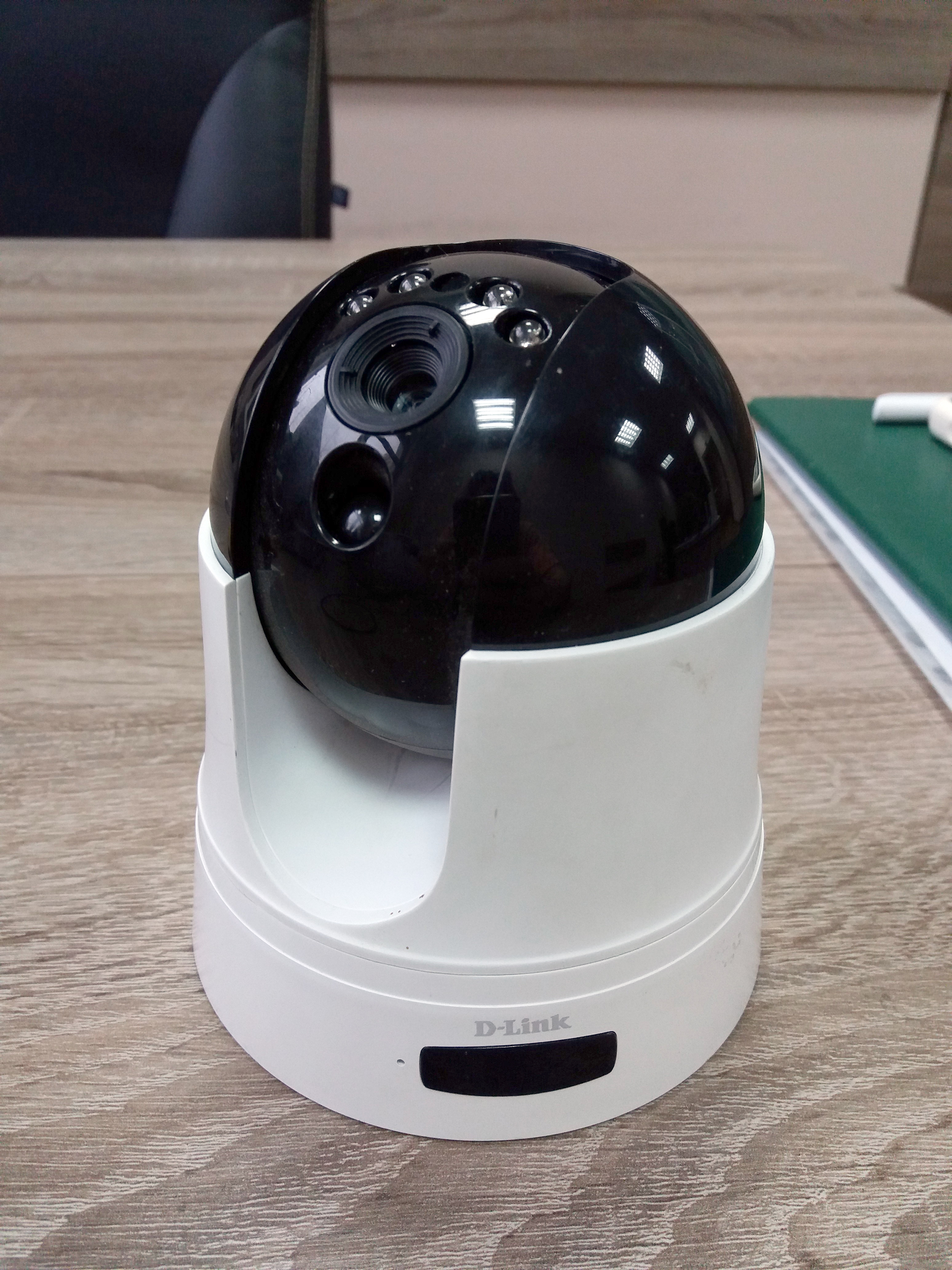
D-Link DCS-5211L

IP-камера (англ. IP camera, Internet protocol camera) — цифрова відеокамера для відеоспостереження, особливістю якої є передача відеопотоку в цифровому форматі у мережі Ethernet і Token Ring, що використовує IP протокол.
Кожна IP-камера є мережевим пристроєм і має свою IP-адресу.
IP-камери можна віднести до категорії вебкамер. Поняття вебкамера описує функцію пристрою і є більш широким. Наприклад, до вебкамер відносяться камери з інтерфейсом USB і FireWire.

## Види IP-камер
Виділяють два типи IP-камер:
- Централізовані — вимагають центрального мережевого відеореєстратора (англ. NVR[en]) для обробки звуку, відео і управління сигналізацією.
- Децентралізовані — не вимагають центрального мережевого відеореєстратора, оскільки мають вбудовану функцію запису, і таким чином, можуть виконувати запис безпосередньо на будь-який стандартний носій (SD картки, ПК чи сервер).

## Застосування
IP-камери застосовуються для виконання наступних завдань:
- системи відеоспостереження;
- віддалене управління проектами;
- віддалений моніторинг за технологічними процесами;
- візуальна верифікація нештатних ситуацій;
- просування в мережі туристичних та інших послуг.
- Для прихованого відеоспостереження. Такі камери найчастіше знаходять в орендованому житлі через Airbnb.